# Bulvleermuizen
Bulvleermuizen (Molossidae) zijn een familie van vleermuizen die in de hele wereld voorkomt, maar vooral in de tropen. Ze zijn nauw verwant aan de gladneusvleermuizen (Vespertilionidae).

## Kenmerken
Bulvleermuizen hebben een korte, brede snuit, met brede, vlezige lippen. De oren zijn kort, breed en vaak naar voren gebogen. De ogen zijn ook klein. De vleugels zijn lang en smal, zodat ze zeer wendbaar zijn. Ze hebben een korte dichte vacht die meestal rood, bruin of zwart van kleur is. De leden van het geslacht Cheiromeles zijn echter nauwelijks behaard. De staart is lang; hij steekt ver uit het uropatagium, de vlieghuid tussen de benen. De staart wordt door vele soorten als tastoorgaan gebruikt.

## Levenswijze
Zoals de meeste vleermuizen zijn bulvleermuizen 's nachts actief; als slaapplaatsen gebruiken ze holen, gebouwen of grotten. Vaak slapen ze in grote groepen met honderdduizenden dieren, veel soorten leven echter ook alleen. Soorten in koudere gebieden houden geen winterslaap, maar trekken naar warmere gebieden. Alle soorten zijn insecteneters. Ze vliegen vaak op grote hoogte. Hun ecologische equivalenten overdag zijn zwaluwen (Hirundinidae) en gierzwaluwen (Apodidae).

## Indeling
De familie omvat de volgende geslachten:
- Onderfamilie Tomopeatinae
  - Geslacht Tomopeas
- Onderfamilie Echte bulvleermuizen (Molossinae)
  - Geslacht Austronomus
  - Geslacht Cabreramops
  - Geslacht Cheiromeles
  - Geslacht Cuvierimops†
  - Geslacht Cynomops
  - Geslacht Eumops
  - Geslacht Kiotomops†
  - Geslacht Micronomus
  - Geslacht Molossops
  - Geslacht Molossus
  - Geslacht Mops
  - Geslacht Mormopterus
  - Geslacht Myopterus
  - Geslacht Neoplatymops
  - Geslacht Nyctinomops
  - Geslacht Otomops
  - Geslacht Ozimops
  - Geslacht Petramops†
  - Geslacht Platymops
  - Geslacht Potamops†
  - Geslacht Promops
  - Geslacht Sauromys
  - Geslacht Setirostris
  - Geslacht Tadarida
  - Geslacht Wallia†

Vleerhonden · Kitti's varkensneusvleermuis · Klapneusvleermuizen · Reuzenoorvleermuizen · Hoefijzerneuzen · Bladneusvleermuizen van de Oude Wereld · Spleetneusvleermuizen · Schedestaartvleermuizen · Nieuw-Zeelandse vleermuizen · Hechtschijfvleermuizen · Furievleermuizen · Hazenlipvleermuizen · Plooilipvleermuizen · Bladneusvleermuizen van de Nieuwe Wereld · Trechteroorvleermuizen · Zuigschijfvleermuizen · Bulvleermuizen · Miniopteridae · Gladneuzen